# Марков, Алексей Анатольевич
Алексей Анатольевич Марков (род. 12 июня 1977, Выборг) — оперный певец (баритон), солист Мариинского театра.

## Биография
Алексей Марков родился в Выборге. Окончил Выборгское авиационное техническое училище и музыкальную школу по классу гитары, играл на трубе в джаз-оркестре. В возрасте 22 лет начал петь в церковном хоре в Выборгском Ильинском храме и через два года принял решение отправиться в Петербург, чтобы профессионально заниматься вокалом.
Первым преподавателем Алексея, обучавшим его частным образом, стал Александр Александрович Дедик. Благодаря ему Алексей поступил в Академию молодых певцов Мариинского театра в класс баритона Георгия Васильевича Заставного.
В 2001—2008 гг. Алексей являлся солистом Академии молодых певцов Мариинского театра.
С 2008 года — солист оперной труппы Мариинского театра.
В данный момент Алексей Марков сотрудничает с несколькими театрами: Метрополитен-опера (The Metropolitan Opera), Нью-Йорк, США; Оперный театр Цюриха (Opernhaus Zürich), Цюрих, Швейцария; Баварская государственная опера (Bayerische Staatsoper), Мюнхен, Германия; Франкфуртская опера, Франкфурт, Германия; Опера Земпера (Semperoper), Дрезден, Германия; Театр Реал (Teatro Real), Мадрид, Испания и др.
В 2009 году получил престижную национальную театральную премию «Золотая маска» в номинации «Лучшая мужская роль в опере» за исполнение партии Ивана Карамазова в спектакле «Братья Карамазовы», а также Высшую театральную премию Санкт-Петербурга «Золотой софит» в номинации «Лучшая мужская роль в музыкальном театре» за роль Роберта в спектакле «Иоланта».

### Семья
Родители Алексея не связаны с вокальным искусством: отец — инженер, мать — врач. В молодости оба пели в самодеятельности, но профессионально вокалом не занимались. Алексей Марков женат на Екатерине Галановой — экс-балерине Мариинского театра, являющейся сегодня директором Международного фестиваля балета Dance Open.

## Творчество
Принимал участие в следующих фестивалях:
Зальцбургский фестиваль (Salzburger Festspiele), Зальцбург, Австрия;
«Гергиев-фестиваль» в Миккели (Gergiev Festival Mikkeli), Финляндия;
Фестиваль Моцарта в Ла-Корунье (La Coruña Mozart Festival), Испания;
Баден-Баденский Фестиваль (Baden-Baden Festival), Баден-Баден, Германия;
«Московский Пасхальный фестиваль», Москва, Россия;
Музыкальный фестиваль «Звезды белых ночей», Санкт-Петербург, Россия.
В 2006—2008 гг. Алексей Марков выступал в качестве приглашенного солиста на сценах Франкфуртской оперы — Томский («Пиковая дама»), Скарпиа («Тоска»); Земпер-оперы в Дрездене — Яго («Отелло»); Оперного театра Граца (Graz — Opera House) в Австрии — Ренато («Бал-маскарад»).
Первая большая роль Алексея — Евгений Онегин в одноимённой опере Мариинского театра. Он исполнил её в возрасте 29 лет в 2006 году.
В декабре 2007 года Алексей Марков дебютировал в Метрополитен-опера в партии князя Андрея («Война и мир»). Американская пресса отозвалась на дебют молодого артиста положительными рецензиями:
```

```

Погруженный в размышления, Андрей Болконский (Алексей Марков) невероятно трогателен. Наиболее волнующей является сцена примирения с Наташей перед смертью, когда несчастные любовники делают несколько нерешительных шагов в мрачной репризе Прокофьевского вальса (2-е действие).— David Finkle, Theater Mania, 12 December 2007

…на сцене Метрополитан Опера удачно дебютировал Алексей Марков… Его манера исполнения была неотразимой и страстной,… а финальный дуэт с Наташей Ростовой невероятно успешен.— Jay Nordlinger, The New York Sun, 12 December 2007
В сезоне 2008—2009 гг. Марков исполнил партию Евгения Онегина на фестивале Ла Корунье (Испания) и партию Грязного («Царская невеста») в Карнеги-холл с Нью-Йоркским симфоническим оркестром.
В сезоне 2009—2010 дебютировал в роли Онегина в оперном театре Цюриха, выступил в Лионской Национальной опере (Opéra national de Lyon) во Франции, исполнив партии Елецкого в «Пиковой даме» и Онегина в «Евгении Онегине».
В сезоне 2010—2011 дебютировал на Зальцбургском фестивале в роли Роберта («Иоланта»); в опере Монте-Карло (Opéra de Monte-Carlo) в Монако в роли Онегина («Евгений Онегин»); в Национальной Опере Бордо (Opéra National de Bordeaux, Франция) в роли графа Ди Луна («Трубадур»); в Метрополитен-опера в роли Щелкалова («Борис Годунов») и Томского («Пиковая дама»).
В сезоне 2011—2012 Алексей вновь появился в Метрополитен-опера в роли Марселя («Богема»); исполнил партию Роберта («Иоланта») на сцене Театра Реал Мадрид; партию Федора Поярка в премьерной постановке оперы «Сказание о невидимом граде Китеже и деве Февронии» в Опере Нидерландов (Амстердам); партии Креонта и Вестника в опере «Царь Эдип» на сценах Театра Елисейских полей (Франция), Konzerthaus Dortmund (Германия), Женевского Большого театра (Швейцария); партию князя Андрея в опере «Война и мир» в Большом театре Варшавы, а также множество ролей в родном Мариинском театре.
25 мая 2012 на сцене Мариинского театра прошла премьера вызвавшей общественный резонанс постановки британского режиссёра Грэма Вика «Борис Годунов», в которой Алексей Марков исполнил партию Андрея Щелкалова.
Алексей Марков выступал с сольными концертами в Финляндии, Великобритании, Германии, Италии, Франции, Австрии, США, Турции, России.
Выступал с оркестрами:
Мариинского театра, Лондонским симфоническим оркестром (London Symphony Orchestra), Нью-Йоркским симфоническим оркестром (New York Symphony Orchestra), оркестром Метрополитен-опера (New York Metropolitan Opera Orchestra) и др.
На таких площадках, как
Вигмор холл (Wigmore Hall), Лондон, Великобритания;
Карнеги-холл (Carnegie Hall), Нью-Йорк, США;
Кеннеди центре (The Kennedy Center), Вашингтон, США;
Барбикан-холл (Barbican Hall), Лондон, Великобритания;
Линкольн-центр (Lincoln Center), Нью-Йорк, США;
Санкт-Петербургская государственная филармония им. Д. Д. Шостаковича — Большой зал, Санкт-Петербург, Россия;
Московская государственная консерватория им. П. И. Чайковского — Большой зал, Москва, Россия и др.
С труппой Мариинского театра выступал на сцене:
Концертного зала Роттердама Де Дулен (De Doelen), Роттердам, Голландия
«Дойче-оперы» (Deutsche Oper Berlin), Берлин, Германия
Линкольн-центра (Lincoln Center), Нью-Йорк, США
Кеннеди центра (The Kennedy Center), Вашингтон, США
Карнеги-холла (Carnegie Hall), Нью-Йорк, США
Барбикан-холла (Barbican Hall), Лондон, Великобритания
26 мая 2012 года Алексей Марков принял участие в Гала-концерте звезд мировой оперы, который проходил на открытом воздухе у Михайловского замка и стал частью официальной программы празднования Дня города в Санкт-Петербурге. В концерте также участвовали Мария Гулегина, Владимир Галузин, Вероника Джиоева, Екатерина Сергеева. Концерт собрал несколько тысяч человек и транслировался в прямом эфире по телеканалу «Санкт-Петербург».
21 сентября 2019 года Алексей Марков выступил в роли Роберта из Иоланты на сцене Парижской филармонии.

### Репертуар
- П. Чайковский, «Евгений Онегин» — Евгений Онегин
- П. Чайковский, «Иоланта» — Роберт
- П. Чайковский, «Пиковая дама» — Томский, Елецкий
- П. Чайковский, «Орлеанская дева» — Лионель
- Н. Римский-Корсаков, «Царская невеста» — Грязной
- Н. Римский-Корсаков, «Садко» — Веденецкий гость
- Н. Римский-Корсаков, «Сказание о невидимом граде Китеже и деве Февронье», Федор Поярок
- С. Прокофьев, «Война и мир» — Андрей Болконский
- С. Прокофьев, «Любовь к трём апельсинам» — Леандр
- И. Стравинский, «Царь Эдип» — Креонт и Вестник
- М. Мусоргский, «Борис Годунов» — Андрей Щелкалов
- А. Даргомыжский, «Каменный гость» — Дон Карлос
- А. Смелков, «Братья Карамазовы» — Иван Карамазов
- Дж. Верди, «Трубадур» — Граф Ди Луна
- Дж. Верди, «Бал-маскарад» — Ренато
- Дж. Верди, «Сила судьбы» — Дон Карлос
- Дж. Верди, «Отелло» — Яго
- Дж. Верди, «Травиата» — Жорж Жермон
- Дж. Пуччини, «Тоска» — Скарпиа
- Дж. Пуччини, «Богема» — Марсель
- Г. Доницетти, «Лючия ди Ламмермур» — Лорд Генри Эштон
- Р. Вагнер, «Парсифаль» — Амфортас
- Г. Берлиоз, «Троянцы» — Хореб

Камерное исполнение:
- В. А..Моцарт, «Реквием»
- Г. Малер, 8-я Симфония
- П. Чайковский, кантата «Москва»
- И. Брамс, «Немецкий реквием»

## Общественное признание
Голос Алексея Маркова (баритон), по признанию критиков, отличается насыщенностью интонациями и глубиной звучания:

Выдающимся стало выступление потрясающих артистов — Сергея Семишкура в роли шутника Труффальдино и Алексея Маркова, чей глубокий, развитый голос придавал ещё больше опасности его коварному Леандру.— STEVE SMITH, The New York Times, November 17, 2008

Выдающимися вокальными данными поразил Алексей Марков. Как и в роли художника Марселя, баритон оставил прекраснейшее впечатление и в другой опере — так же хорош он был в роли Хореба в «Троянцах» в Карнеги-холле в марте 2010 года. Его теплый, внушительный голос отлично звучит в большом просторном зале. Мы должны слышать его в Метрополитен как можно чаще, в как можно большем количестве ролей.
Оригинальный текст (англ.)An outstanding vocal performance tonight from Alexey Markov. As the painter Marcello, the baritone upheld the excellent impression he had made as Chorebus in LES TROYENS at Carnegie Hall in March 2010. The voice is warm, sizeable and speaks well in the big House. We should hear him at the Met more frequently, where is would be most welcome in any number of roles.— Metropolitan Opera House, November 22, 2011

Алексей Марков (Хореб) продемонстрировал сочный, внушительный голос с тонким легато.Оригинальный текст (англ.)Alexei Markov (Chorebus) showed a warm and sizable voice with a fine legato.— Oberon's Grove, March 10, 2010

Марков (1977 г.р.), вышел в финал после исполнения арий из «Фаворита» Доницетти и «Макбета» Верди, где он спел сцену и арию Ренато («Alzati… Eri tu») из последнего акта «Бала-маскарада» Верди. Он обладает технически хорошо поставленным голосом. Его выразительные низкие тона сочетаются с героическими, крепкими верхами. Быстрые пассажи он оформляет с убедительным напором. — Uwe Schneider, KLASSIK.COM, 29 November 2009
Критики также отмечают актёрский талант Алексея Маркова:.

Алексей Марков, только что приехавший из Мадрида, где он исполнил роль Роберта в Иоланте, появился на сцене с налитыми кровью глазами и показал Федора Поярка погруженным во впечатляющей силы страдание.— fomalhaut.over-blog.org, 13 février 2012

Нельзя не посмотреть «Трубадура» Верди в концертной версии. (…) Театр Елисейских Полей представляет весьма многообещающую версию Театра Бордо. Начиная с роли графа ди Луны, сыгранной превосходным баритоном Алексеем Марковым, с его бронзовым тембром и безупречной игрой.— A. Pecqueur, La Terrasse, 3 mai 2011

… его уникальный Онегин обнажается в финальной сцене, словно ладонь, с которой сняли перчатку: хрупкий, потерянный, сумасшедший, противоречащий самому себе. Обычно этот эффект достигается дуэтом — но он перетягивает внимание с Татьяны на себя, тогда как финальная сцена обычно является большим выходом именно актрисы. (…) И Марков, пусть он ещё не обладает впечатляющим вокалом Драбовича, пусть его тембр ещё не такой густой и насыщенный, как у польского баритона Анджея Хьольского, поет бесподобно, сложными фразами, рассказывая своим пением, рисуя текст.— Jean-Charles Hoffelé, Concertclassic.com, 19 mai 2010

Послужной список Алексея Маркова несравнимо более внушителен. На сцене Мариинского театра он успел исполнить ряд серьёзных больших партий как русского, так и западноевропейского репертуара. Его крепко сбитый, ровный, красивый и звучный голос способен удерживать внимание зала от первой до последней ноты. В сравнении с его первыми появлениями на этой сцене несколько лет назад интонации певца стали намного более пластичными и выразительными, к силе голоса добавилось сценическое обаяние.— Санкт-Петербургские ведомости, 30 июня 2009

Высокий, притягивающий взгляды, внешне ранимый Алексей Марков излучал магнетизм и меланхолию. Баритон из Выборга исполнил свою партию в обоих действиях с особым пылом, красноречием и изяществом. Когда всё было спето и сказано, публика покидала театр, полная восхищения.— Martin Bernheimer, Financial Times, 12 December, 2007

### Награды
Лауреат международных конкурсов и премий:
- Лауреат Международного конкурса им. П. Лисициана (Владикавказ, Россия, 2003).
- Лауреат VI Международного конкурса молодых оперных певцов имени Н. А. Римского-Корсакова — I премия (Санкт-Петербург, Россия, 2004).
- Лауреат Всероссийского конкурса им. Н. Обуховой — II премия (Липецк, Россия, 2005).
- Лауреат IV Международного конкурса молодых оперных певцов Елены Образцовой — I премия (Санкт-Петербург, Россия, 2005).
- Лауреат Международного конкурса Competizione dell´ Opera — II премия (Германия, Дрезден, 2006).
- Лауреат Международного конкурса им. С. Монюшко — I премия (Польша, Варшава, 2007).
- Лауреат национальной театральной Премии «Золотая маска»[10] в номинации «Лучшая мужская роль в опере» за исполнение партии Ивана Карамазова в спектакле «Братья Карамазовы». Постановка В. Бархатова, музыкальный руководитель — В. Гергиев. Мариинский театр. (Москва, Россия, 2009).
- Лауреат Высшей театральной премии Санкт-Петербурга «Золотой софит» в номинации «Лучшая мужская роль в музыкальном театре»[11] за роль Роберта в спектакле «Иоланта». Постановка М. Трелинского, музыкальный руководитель и дирижёр В. Гергиев. Мариинский театр. (Санкт-Петербург, Россия, 2009).
- Лауреат премии «Новые голоса Montblanc» в рамках Музыкального фестиваля «Звезды белых ночей». (Санкт-Петербург, Россия, 2009).
- Лауреат Высшей театральной премии Санкт-Петербурга «Золотой софит» в номинации «Лучшая мужская роль в оперном спектакле» за роль Мизгиря в спектакле «Снегурочка». Постановка Анны Матисон, музыкальный руководитель и дирижёр В. Гергиев. Мариинский театр. (Санкт-Петербург, Россия, 2020)[12].